# Gold - La grande truffa
Gold - La grande truffa (Gold) è un film del 2016 diretto da Stephen Gaghan. Tra gli interpreti principali figurano Matthew McConaughey, Édgar Ramírez e Bryce Dallas Howard. La storia si ispira allo scandalo che a metà degli anni Novanta coinvolse la società canadese Bre-X Minerals.

## Trama
Kenny Wells è un imprenditore che ha ereditato dal padre una società di prospezioni minerarie, chiamata Washoe, fondata dal nonno. In pochi anni, grazie anche al vizio dell'alcol, Wells porta la società prossima al fallimento.
Inseguendo il sogno di svoltare con gli affari, Wells si reca in Indonesia dove incontra il geologo Michael Acosta. Entrambi sono finanziariamente in cattive acque, ma Wells riesce a convincere Acosta ad entrare in affari con lui, per cercare l'oro nella foresta del Borneo. Wells quindi torna in America per raccogliere i soldi necessari per finanziare la loro impresa.
Sfortunatamente, il programma di esplorazione fatica a decollare: non c'è traccia d'oro, gli operai abbandonano il campo, fino a quando Acosta non li convince a tornare con la promessa di acqua dolce per i loro villaggi, Wells contrae la malaria ed è costretto a lungo a letto. Quando finalmente guarisce, Acosta gli rivela che finalmente hanno scoperto un enorme deposito d'oro.
Wells rientra in America, dove la svolta negli affari gli consente di rimettere in sesto la sua società. La notizia della scoperta si sparge e viene anche approcciato da una banca di Wall Street intenzionata ad investire nello sfruttamento della nuova miniera. La vita di Wells cambia radicalmente: mentre passa da una festa all'altra, la fidanzata litiga con lui, temendo che possa essere ingannato e lo lascia, dopo averlo visto flirtare con un'altra donna.
Wells entra in contatto con Mark Hancock, dirigente di alto profilo di un'importante società mineraria interessata ad entrare in società con lui. Gli vengono offerti 300 milioni di dollari per l'acquisto di una quota maggioritaria della miniera, Wells però rifiuta perché la sua società verrebbe di fatto estromessa dalla gestione dell'affare. Il giorno dopo, Acosta comunica a Wells che il governo indonesiano ha revocato la concessione della miniera: di fatto la compagnia di Hancock è riuscita a intervenire presso il presidente indonesiano Suharto, sfruttando anche le relazioni personali di un ex-presidente degli Stati Uniti che siede nel consiglio di amministrazione della società.
Kenny sembra rassegnato, ma Mike vola negli Stati Uniti e propone un piano per riconquistare la miniera che gli è appena stata sottratta. Riescono a convincere il figlio del presidente Suharto ad entrare in affari con loro. La miniera viene riaperta e alla Washoe viene riconosciuta una quota del 15% di quello che ora è un business da 30 miliardi di dollari.
Kenny pensa di tornare dalla fidanzata, ma, vedendola flirtare con un altro uomo, abbandona il proposito. A Kenny viene poi detto che è stato onorato con un piccone d'oro, il più grande premio per un cercatore. Arriva la sera della presentazione e parte con Mike, che esce durante il discorso di Kenny.
Il giorno dopo Kenny scopre che qualcosa sta andando storto nei suoi affari quando viene accolto all'ingresso del suo ufficio da una folla di persone arrabbiate. Viene quindi a sapere che Mike aveva falsificato i campioni estratti dalla miniera usando un metodo chiamato "salatura". L'oro  presente nei campioni era in realtà "l'oro del fiume". Mike si era fatto consegnare l'oro raccolto nel fiume dai cercatori locali in cambio della fornitura di sistemi per la depurazione dell'acqua. Quest'oro era quindi stato utilizzato per provare l'esistenza della presunta miniera.
Gli viene anche comunicato che Mike è fuggito.
Kenny viene quindi interrogato dall'FBI. Si dice estraneo alla truffa e gli agenti dell'FBI sembrano credergli. Durante l'interrogatorio gli comunicano che Mike è stato catturato dalle autorità indonesiane mentre era in fuga e quindi probabilmente costretto a saltare fuori da un elicottero, a circa 1000 piedi di altitudine: il cadavere è stato riconosciuto dall'inchiesta condotta dalle autorità locali, sebbene avesse le mani e il viso masticati dagli animali selvatici. Gli agenti affermano anche che sia il ministro indonesiano che Mike hanno venduto i loro titoli prima che scoppiasse lo scandalo realizzando grandi profitti: Mike era riuscito ad incassare 164 milioni di dollari quando è fuggito.
Kenny torna a casa di Kay dove i due si riconciliano. Kay gli consegna la sua posta arretrata, ricevuta da quando sono stati separati. Apre una busta e trova un tovagliolo che Mike aveva firmato come contratto, leggendo "50-50". Sotto il tovagliolo c'è una polizza di versamento per $ 82 milioni a First Bank of Gibraltar, Queens Lane Branch, Regno Unito.

## Produzione
La sceneggiatura del film è liberamente ispirata alla vera storia dello scandalo minerario Bre-X del 1993, quando si credeva che fosse stato trovato un massiccio deposito d'oro nelle giungle dell'Indonesia. Per evitare controversie legali, e per aumentare l'appeal del film, i nomi dei personaggi e i dettagli della storia sono stati cambiati.

## Distribuzione
Il primo trailer è stato diffuso l'8 settembre 2016. Il film è stato distribuito nelle sale cinematografiche statunitensi il 25 dicembre 2016, mentre in Italia è stato distribuito a partire dal 4 maggio 2017.

## Riconoscimenti
- 2016 - Hollywood Film Awards
  - Miglior cast
- 2017 - Golden Globe
  - Candidatura per la migliore canzone originale